# UEP Systems
UEP Systems (ウエップシステム) était une société japonaise de développement de jeu vidéo fondée le 12 avril 1985 et basée à Tokyo. En Europe, le studio est principalement connu pour être à l'origine de la série Cool Boarders, d'abord uniquement présente sur PlayStation. La société a également développé sur Arcade, Dreamcast, PlayStation 2 et Neo-Geo Pocket.
Le titre du studio le plus acclamé par la critique, Cool Boarders 2, est un pionnier des jeux vidéo de sport de glisse, deux ans avant que le genre n'explose avec la sortie de Tony Hawk's Pro Skater.

## Historique

### Faillite et fermeture
Le 27 novembre 2000 a été déposée une procédure de redressement judiciaire à la Cour de district de Tokyo, l'entreprise est cependant déclarée en faillite le 9 juillet 2001.
Quatre mois plus tard est sorti Shaun Palmer's Pro Snowboarder, le dernier jeu développé par UEP Systems, édité par Activision,. Le jeu étant sorti après la faillite du studio japonais, aucune référence n'y est faite, ni sur la boîte, ni dans les tests sur internet ou dans les magazines spécialisés.

## Jeux développés
Listes des titres développés par la firme,,

### Série Cool Boarders
- Cool Boarders (PlayStation, 1996)
- Cool Boarders 2 (PlayStation, 1997)
- Cool Boarders Arcade Jam (Arcade, 1997)
- Snow Surfers / Cool Boarders Burrrn (Dreamcast, 1999)
- Cool Boarders Pocket (Neo-Geo Pocket, 2000)
- Cool Boarders: Code Alien (PlayStation 2, 2000)

### Autres jeux
- Cool Riders (Arcade, 1993)
- Rising Zan: The Samurai Gunman (PlayStation, 1999)
- Shaun Palmer's Pro Snowboarder (PlayStation 2, 2001)